# Samos 2
O Samos 2 foi um satélite americano de reconhecimento sendo lançado pela Força Aérea dos Estados Unidos como parte do Programa Samos. O lançamento do Samos 2 ocorreu em 31 de janeiro de 1961 às 20:31:19 UTC, através de um foguete Atlas LV-3A-A Agena, sendo lançado do complexo de lançamento 1-1 no Point Arguello Naval Air Station, na Califórnia, EUA. O satélite encerrou suas operações em torno de um mês após o lançamento, e se deteriorou a partir de sua órbita em 21 de outubro de 1973. 

## Instrumentos
- Micrometeorite Detector (Acoustic)
- Micrometeorite Detector (Grid)
- Microphone Density Gage